# Ludność Świątnik Górnych

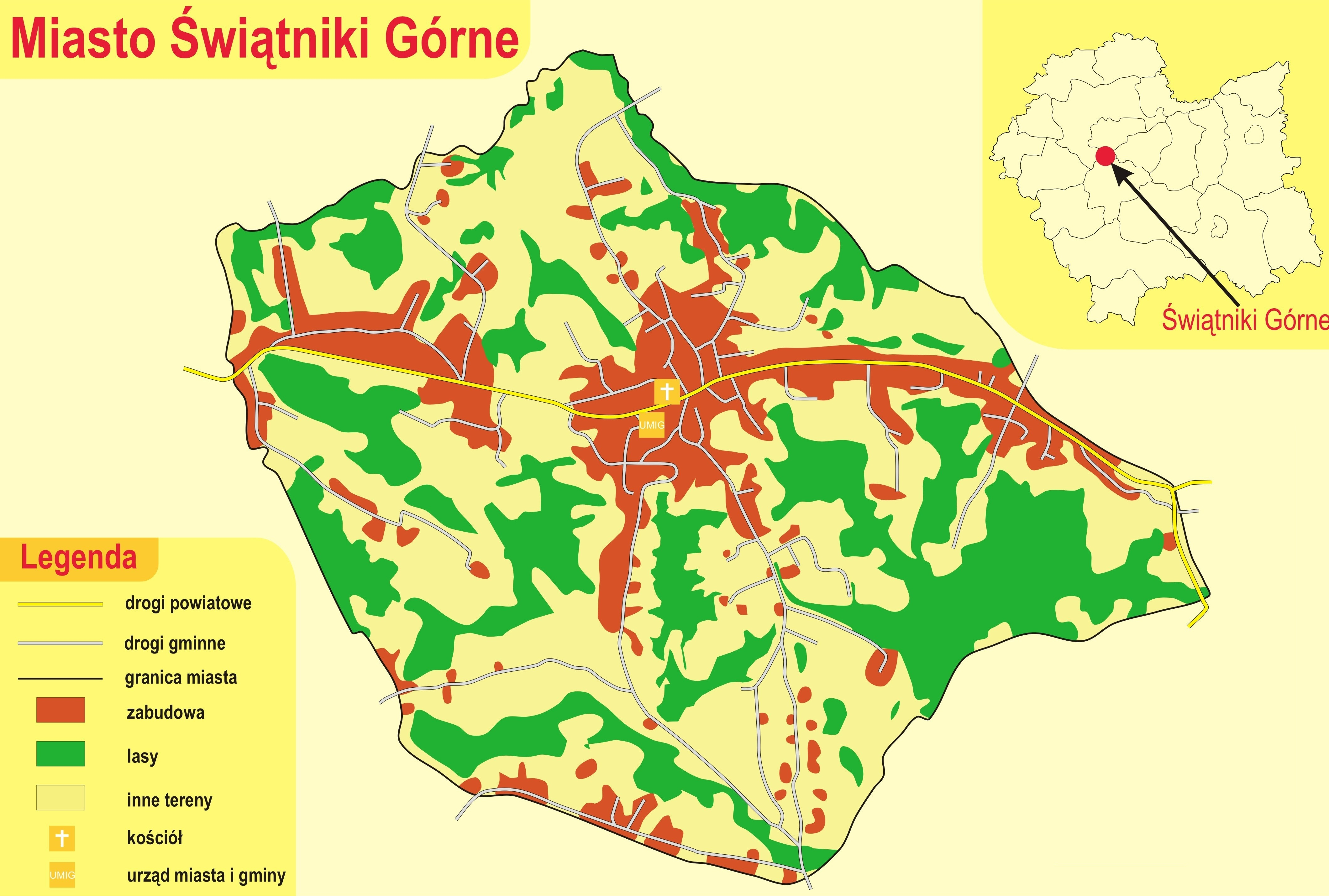
Mapa Świątnik Górnych

Demografia Świątnik Górnych

## Historia
Miasto Świątniki Górne leży w południowej części powiatu krakowskiego i jest siedzibą gminy miejsko-wiejskiej. Położone jest na wysokości około 380 m n.p.m. na skrzyżowaniu dwóch historycznych gościńców: krakowsko-myślenickiego i wielicko-lanckorońskiego.
Pierwsze wzmianki o Świątnikach pochodzą z XI w., kiedy to stały się miejscowością służebną wobec katedry wawelskiej. Do mieszkańców należało obsługiwanie oraz pilnowanie kaplic i skarbca – klucznicy wawelskiej, a także oprowadzanie zwiedzających po katedrze wawelskiej.
Krakowianie nazywali ich Świątnikami, bo służyli w świątyni. Od tej właśnie funkcji wioska otrzymała swoją nazwę Świątniki. Nazwa osady jednak kształtowała się na przestrzeni wieków. Dopiero w roku 1847 można spotkać w zapiskach obecną nazwę: Świątniki Górne.
Należy również wspomnieć o ogromnych tradycjach rzemieślniczych tego miejsca. Impulsem do rozwoju tego fachu było zwolnienie Świątniczan z pełnienia pańszczyzny, dzięki temu mieszkańcy byli wolni, ale musieli sami zadbać o swoje utrzymanie. Świątniczanie już w XVII w. z wąskiej specjalizacji jaką było rusznikarstwo, przeszli na płatnerstwo i ślusarstwo. Nastąpił wówczas intensywny rozwój przemysłu metalowego. Zasadnicze zmiany w charakterze rzemiosła nastąpiły po I rozbiorze. Mistrzowie ze Świątnik wprowadzili produkcję zamków i kłódek, które sami rozwozili po krajach monarchii austro-węgierskiej.
Historia Świątnik Górnych jako miasta jest bardzo krótka. Dzięki ogromnym staraniom społeczności lokalnej Świątniki Górne w 1997 roku otrzymały prawa miejskie. Samo miasto jest niewielkie, zajmuje powierzchnię 4 km². Dotychczas Świątniki Górne nawiązało międzynarodową współpracę z Beaugency we Francji i Krzemieńcem na Ukrainie.

## Stan i struktura ludności

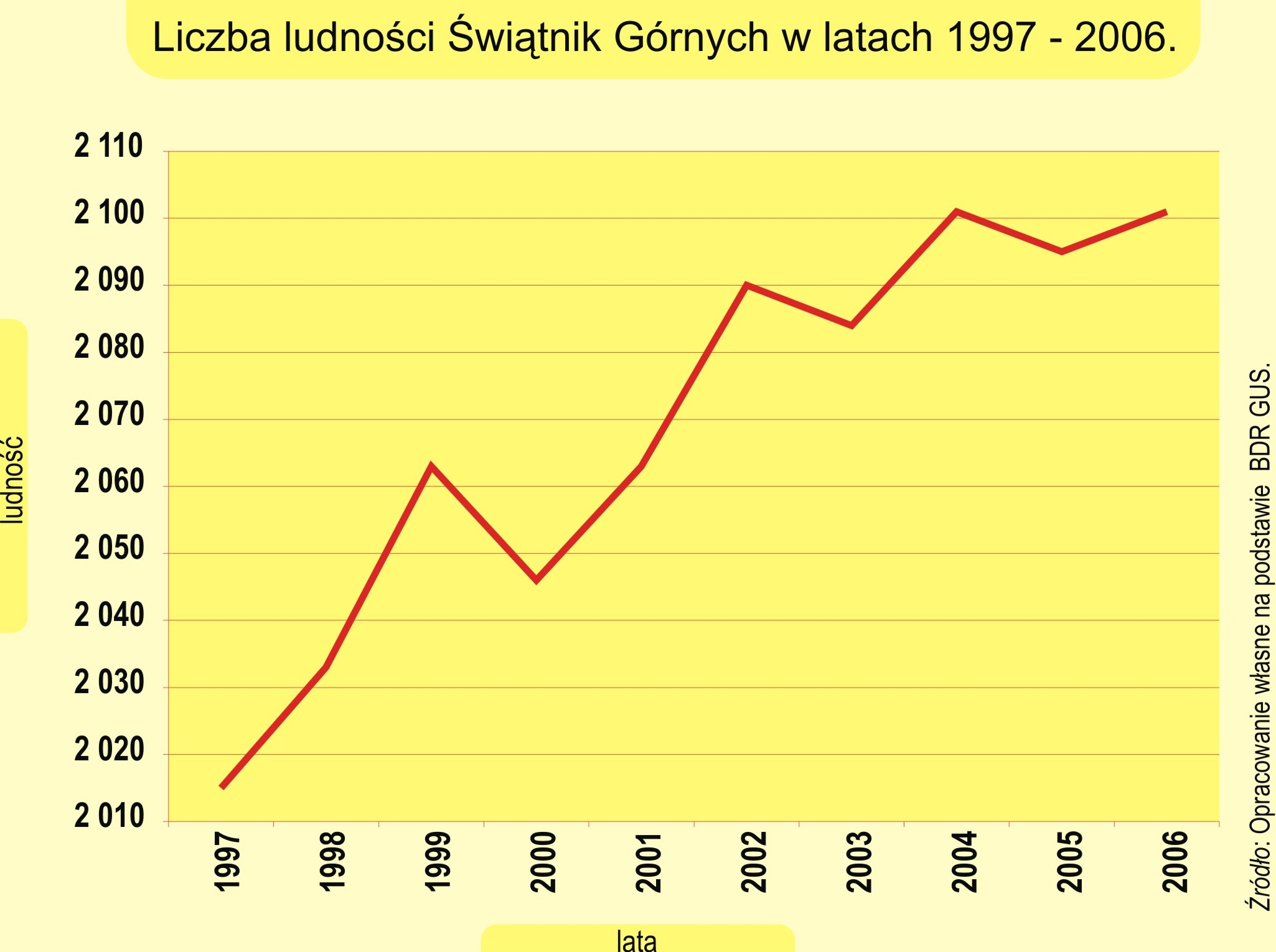
Przyrost rzeczywisty ludności

### Gęstość zaludnienia i liczba ludności

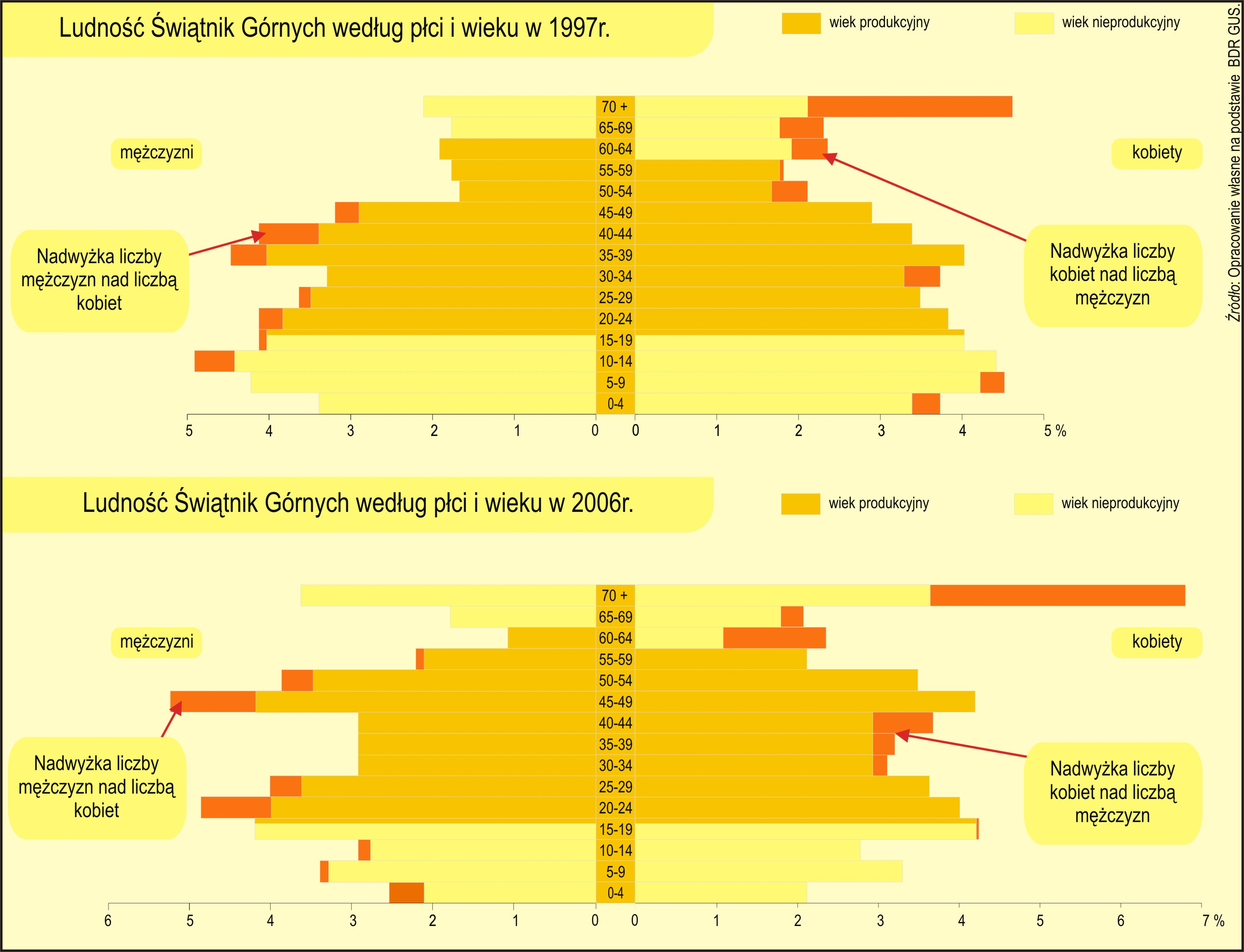
Struktura ludności Świątnik Górnych według płci i wieku

Świątniki Górne na rok 2006 zamieszkuje 2101 mieszkańców, przy powierzchni równej 4 km² daje to gęstość zaludnienia równa 525 os./km². Dla porównania wskaźnik gęstości zaludnienia dla województwa małopolskiego wynosi 215,2 os./km².. Decydujący wpływ na wysoki wskaźnik ma gęsta i zwarta zabudowa mieszkalna w gminie. W ciągu 10 lat liczba ludności wzrosła z 2015 osób w 1997 r. do 2101 osób w 2006 r., co stanowi 0,06% populacji województwa małopolskiego. W 1999 wynosiła 2063, a rok później spadła do 2046 osób. Następnie przez kolejne lata rosła by osiągnąć w 2002 r. – 2090, a do roku 2006 oscylowała wokół 2100 mieszkańców. Wskaźnik wzrostu liczby ludności za lata 1997–2006 wynosi 104%, świadczy to o tym, iż w gminie mamy do czynienia ze stagnującym wzrostem demograficznym.

### Struktura płci i wieku ludności

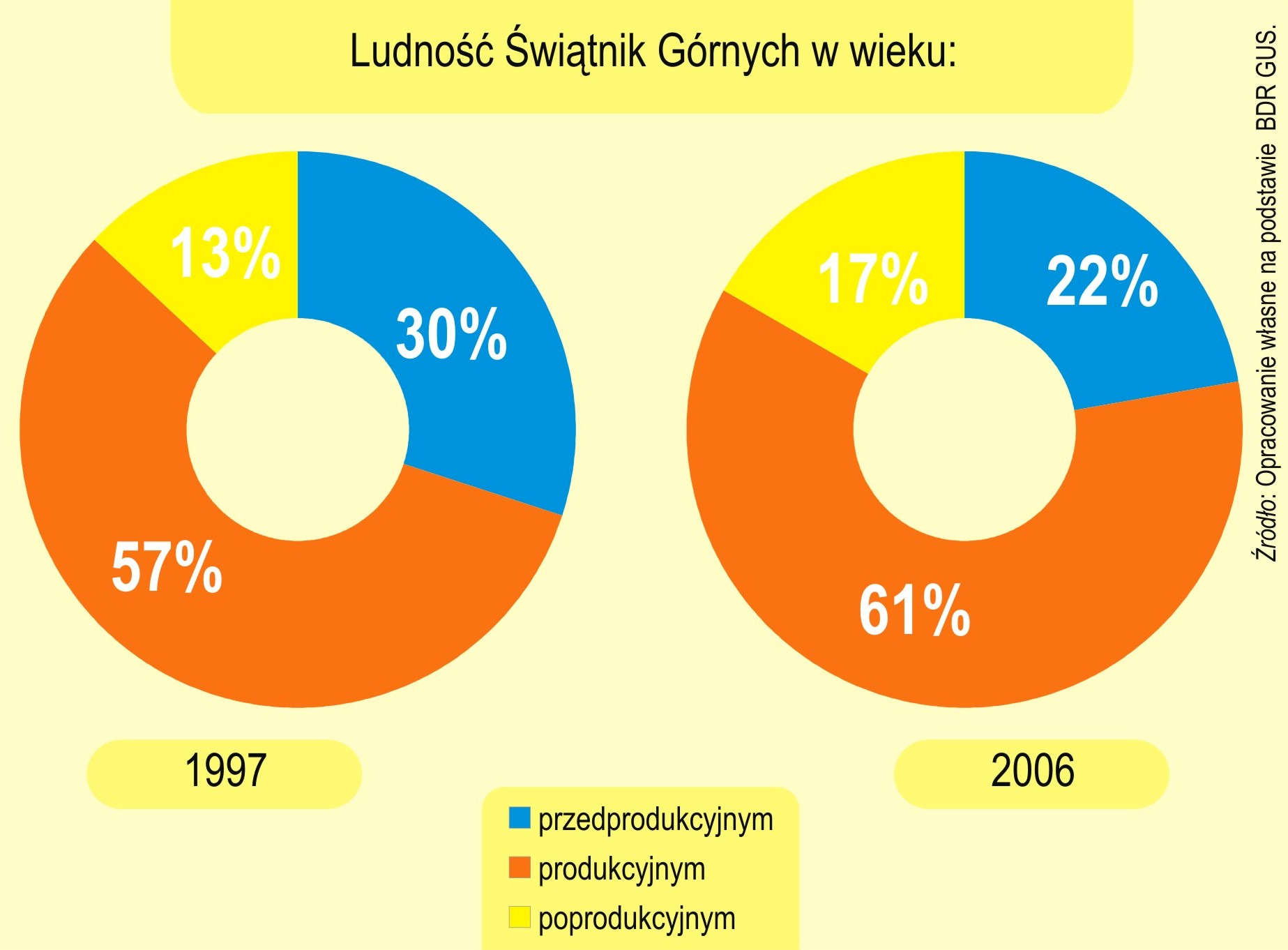
Struktura społeczno zawodowa

Struktura ludności według płci i wieku na przestrzeni dekady się zmieniała. W obu przypadkach, a więc w roku 1997 i 2006 struktura ludności wykazywała charakter typu zastojowego. Ten podstawowy typ został zaburzony – powstały wyrwy związane z mniej liczniejszymi urodzeniami z okresu II wojny światowej (związane z bezpośrednio z działaniami wojennymi i okupacją) dotyczy to grupy wiekowej 50–54 lat (dla 2006 r. 60-64); jak i związane z echem tego niżu w 2 grupach wiekowych 30-34 (2006 r. 40-44). Można również dostrzec wyże związane z kompensacją powojenną w latach 50. XX w. i echem tych wyżów na przełomie lat 70. i 80 i kolejnym zdecydowanie słabszym na początku XXI w.
W 1997 r. można było zauważyć, iż nadwyżka liczby kobiet nad liczbą mężczyzn wystąpiła w młodszych grupach wiekowych, a więc 0-4 i 5-9, jak i 30-34. Podobną nadwyżkę wykazują starsze grupy wiekowe, powyżej 50 roku życia. Wpływ na to ma większa umieralność mężczyzn. Natomiast nadwyżką liczby mężczyzn nad liczbą kobiet charakteryzują się grupy wiekowe 10-49 roku życia z wyłączeniem mężczyzn w wieku 30-34. Nieco inaczej struktura ta wyglądała w 2006 r. Nadwyżka liczby kobiet nad liczbą mężczyzn wystąpiła w grupach wiekowych 15-19, 30-44 i od 64 roku życia wzwyż.
W ogólnym rozrachunku liczba kobiet przewyższa liczbę mężczyzn. Przez całą dekadę współczynnik feminizacji ulegał zmianom, na początku badanego okresu, a więc w 1997 wynosił 1039 kobiet na 1000 mężczyzn (Małopolska – 1053,7), najmniejszą wartość osiągnął w 1999 r. i wynosił 1021. Największą wartość uzyskał w 2006 roku – niespełna 1042 (Małopolska – 1062).
- Piramida wieku mieszkańców Świątnik Górnych w 2014 roku[2].

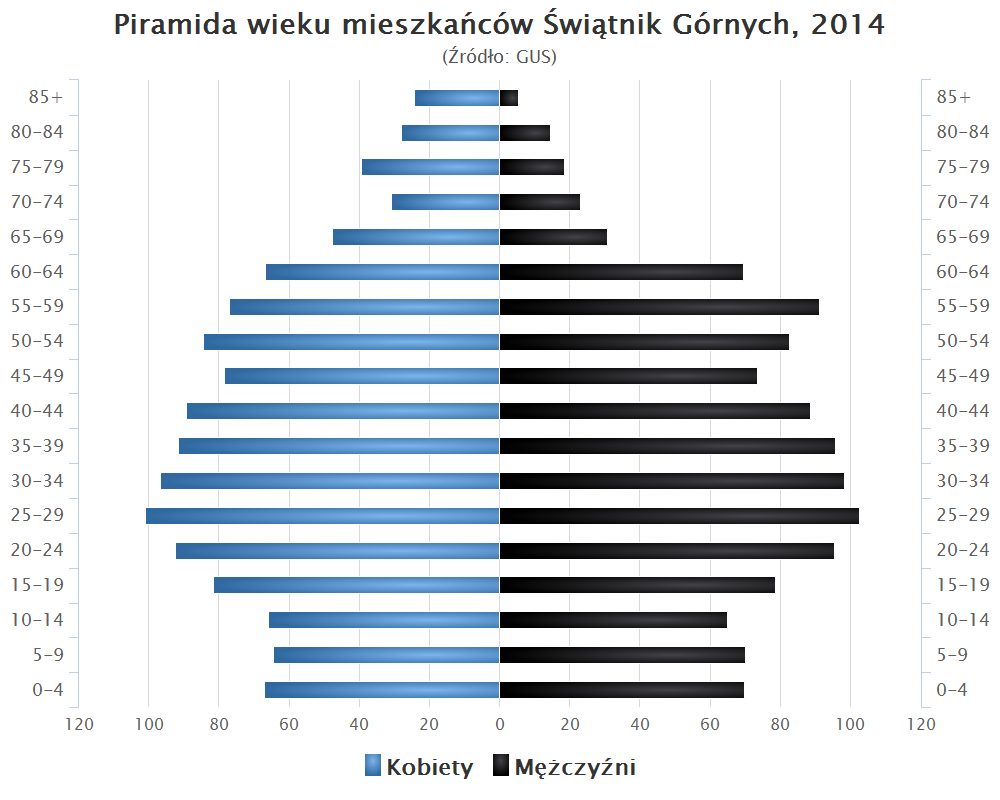

### Struktura ludności według cech demograficzno-społecznych

#### Grupy ekonomiczne

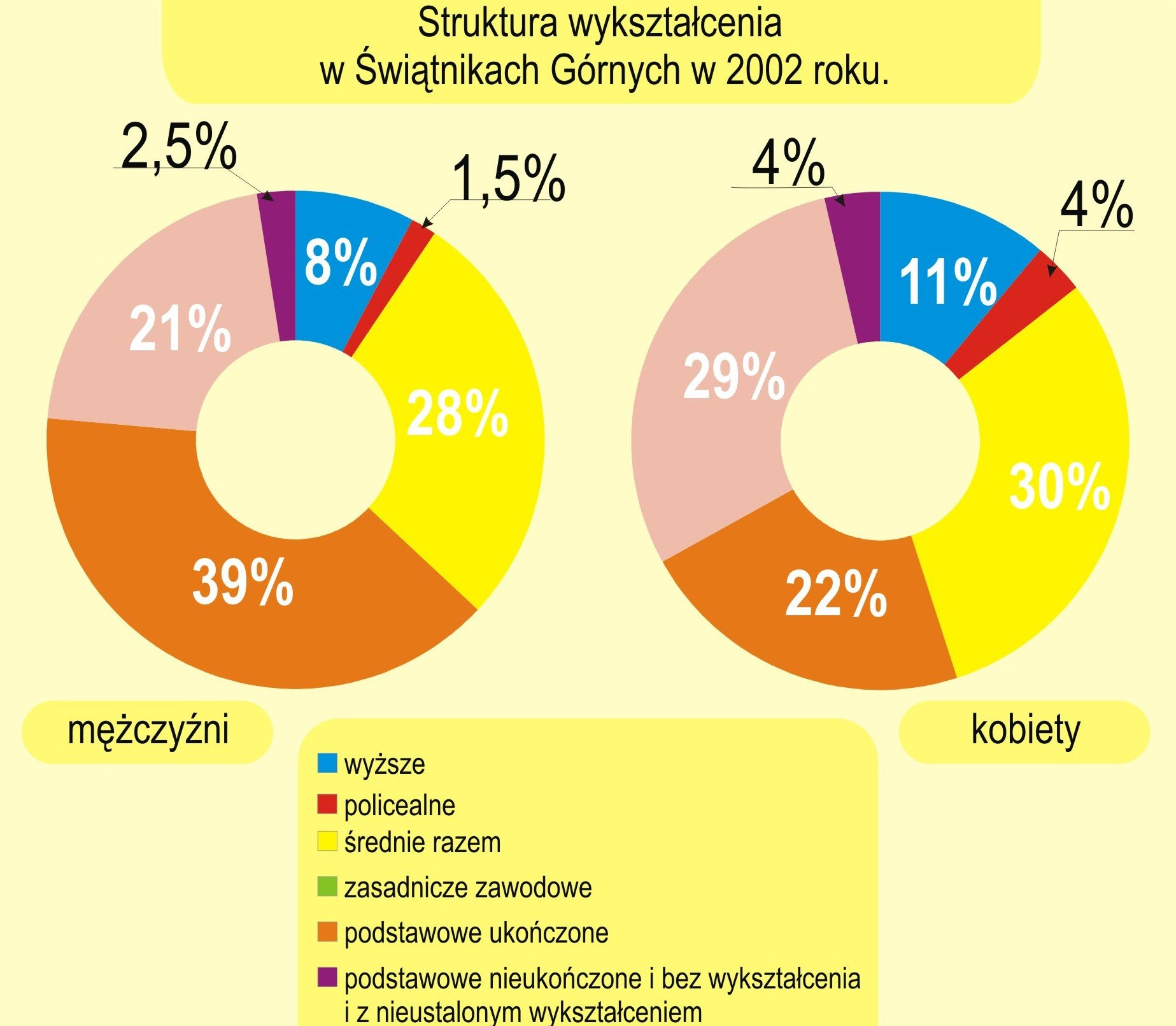
Struktura wykształcenia

Społeczność gminy Świątniki Górne pod względem grup ekonomicznych w 1997 r. charakteryzowała się 30% odsetkiem ludności w wieku przedprodukcyjnym (w Małopolsce – 27%). W 2006 r. odsetek ten spadł o 8pkt procentowych (Małopolska 21%). Jeżeli chodzi o ludność w wieku produkcyjnym – odsetek w 1997 r. wynosił 57% (58%), a w 2006 r. 61% (63%). natomiast ludność w wieku poprodukcyjnym stanowiła w 1997 r. – 13% (14%), a 2006 r. – 17% (16%). Warto zwrócić uwagę, iż społeczeństwo gminy starzeje się ekonomicznie, co w przyszłości może skutkować zwiększonym obciążeniem demograficznym (obecnie w 2006 r. wskaźnik obciążenia demograficznego przyjął wartość 63,4).

#### Wykształcenie

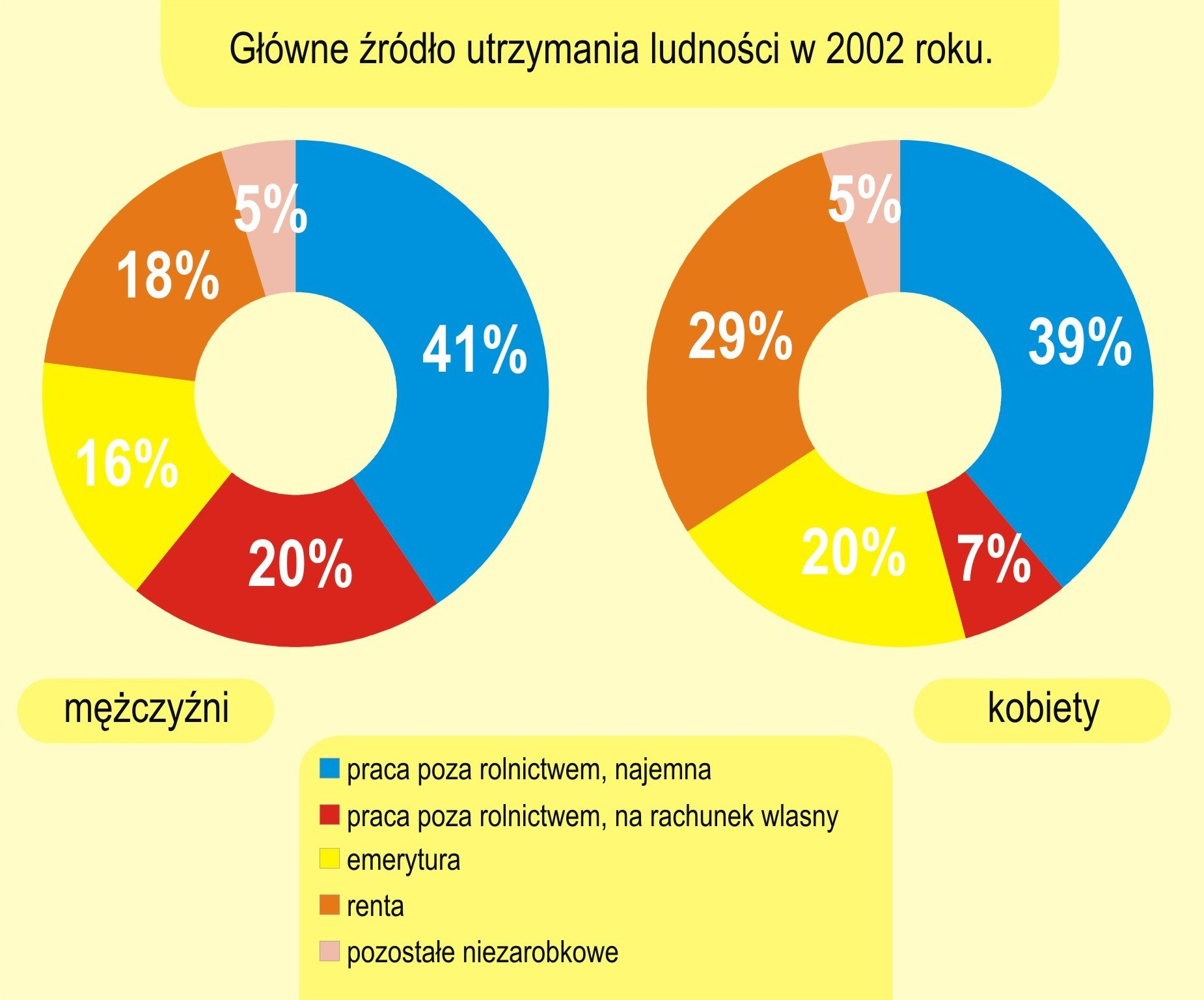
Główne źródło utrzymania

Analizując strukturę wykształcenia pod względem podziału na płcie można stwierdzić, iż 8% mężczyzn posiada wyższe wykształcenie przy 11% kobiet. Niewielki odsetek mężczyzn (1,5%), jak i kobiet (4%) zdobyło wykształcenie policealne. Wykształcenie średnie ma 28% mężczyzn i 30% Kobiet. Duża różnica między wykształceniem mężczyzn a wykształceniem kobiet zauważalna jest w grupie z zasadniczym i podstawowym wykształceniem. W populacji mężczyzn aż 39% posiada wykształcenie zasadnicze zawodowe, przy stosunkowo małej liczbie – 22% kobiet z tym wykształceniem. Prawdopodobnie przyczyną tak dużej różnicy występującej w strukturze pomiędzy obiema płciami może być fakt, iż na terenie gminy miejskiej działała szkoła zawodowa o dużych tradycjach rzemieślniczych do której głównie uczęszczali mężczyźni. Mężczyźni z wykształceniem podstawowym stanowią 21% a kobiety 29%. Niewielki odsetek mieszkańców (mężczyźni – 2,5%, kobiety 4%) nie ukończył szkoły podstawowej, bądź nie posiada wykształcenia lub ma nie ustalone wykształcenie.

#### Główne źródło utrzymania

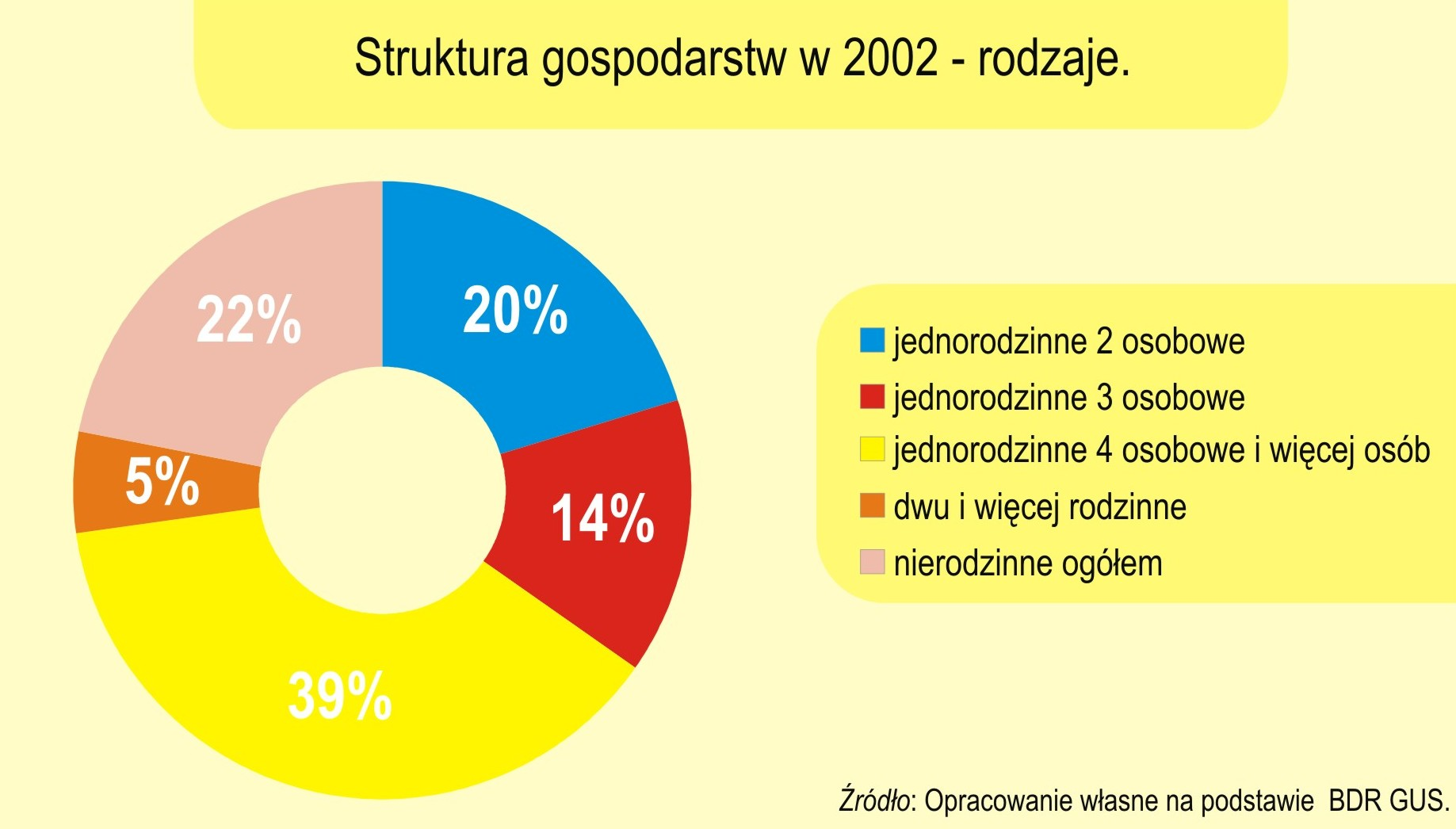
Struktura gospodarstw domowych

Okazuje się, iż głównym źródłem utrzymania ludności u mężczyzn (41%), jak i u kobiet (39%) jest praca poza rolnictwem – praca najemna, duży udział ma również praca poza rolnictwem – praca na rachunek własny 20% mężczyzn i 7% kobiet. Emeryturę pobiera 16% mężczyzn i 20% kobiet, a rentę 18% mężczyzn i 29% kobiet. Pozostałe 5% w przypadku mężczyzn, jak i w przypadku kobiet utrzymuje się ze źródeł niezarobkowych.

#### Struktura gospodarstw domowych
Gospodarstwa 4 i więcej osobowe stanowią 39% wszystkich gospodarstw domowych w gminie Świątnik Górne. Porównywalną do siebie liczbę stanowią gospodarstwa nierodzinne (22%), jak i gospodarstwa jednorodzinne 2 osobowe (20%). Mniejszy udział w ogólnej liczbie gospodarstw stanowią jednorodzinne 3 osobowe (14%). Natomiast najmniejszy udział w tej strukturze przypadł gospodarstwom dwu i więcej rodzinnym – 5%.

## Ruch naturalny ludności

### Małżeństwa

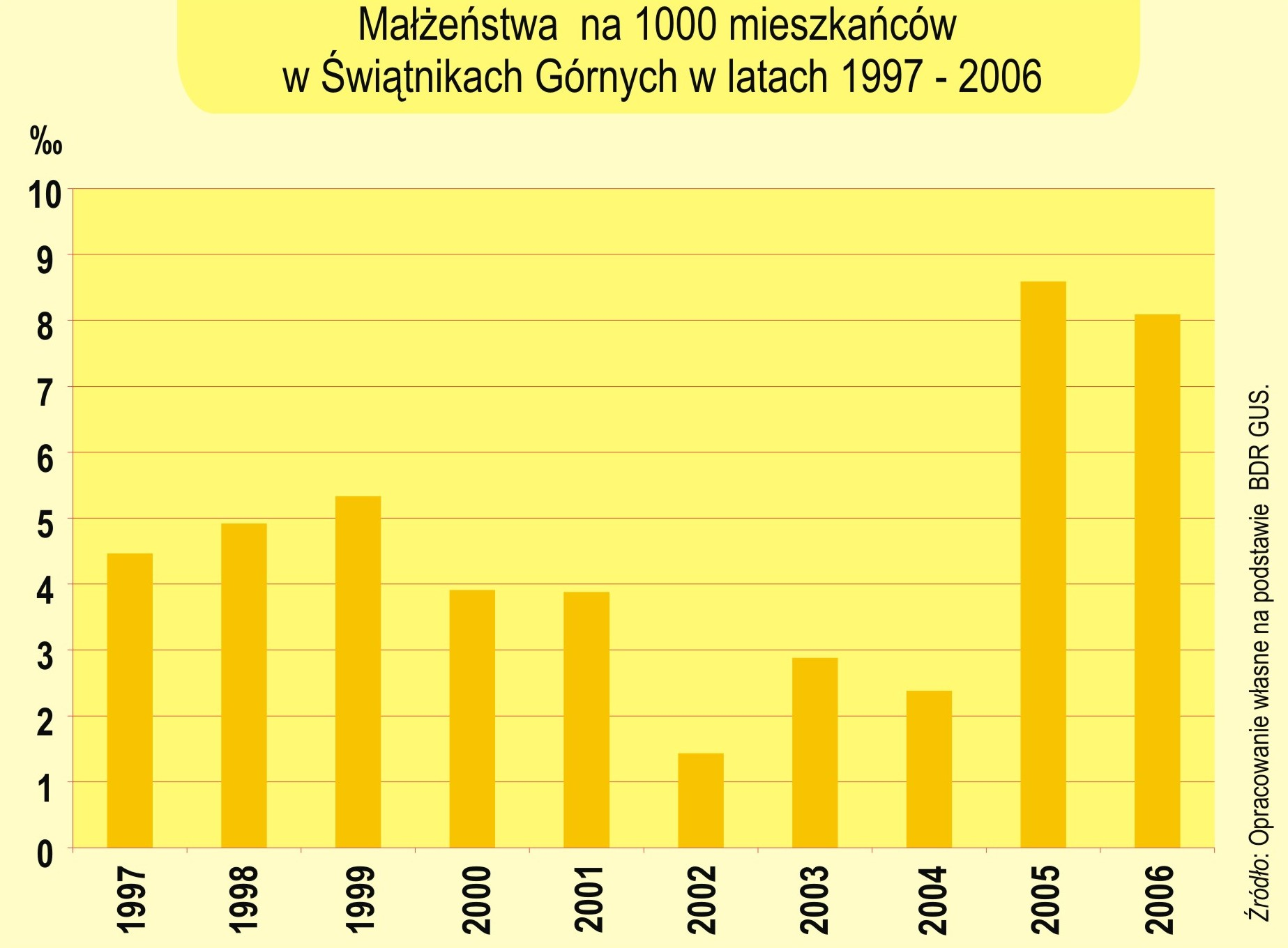
Małżeństwa

Zawieranie małżeństw jest ważnym aspektem w procesie reprodukcji ludności. Na obszarze miasta Świątnik Górne w 1997 zawarto formalnie 9 związków małżeńskich, co w przeliczeniu na 1000 mieszkańców stanowiło 4,5‰. Współczynnik ten do roku 1999 rósł i osiągnął poziom 5,3‰, a do roku 2004 sukcesywnie malał – 6 związków – 2,37‰. Najmniejszą odnotowana liczbą zawartych związków małżeńskich (3) odznaczał się rok 2002 – 1,4‰. W 2005 roku ten współczynnik gwałtownie wzrósł i przekroczył poziom 8,5‰ a 2006 r. był zbliżony do poprzedniego roku (8‰).

### Urodzenia, zgony, przyrost naturalny

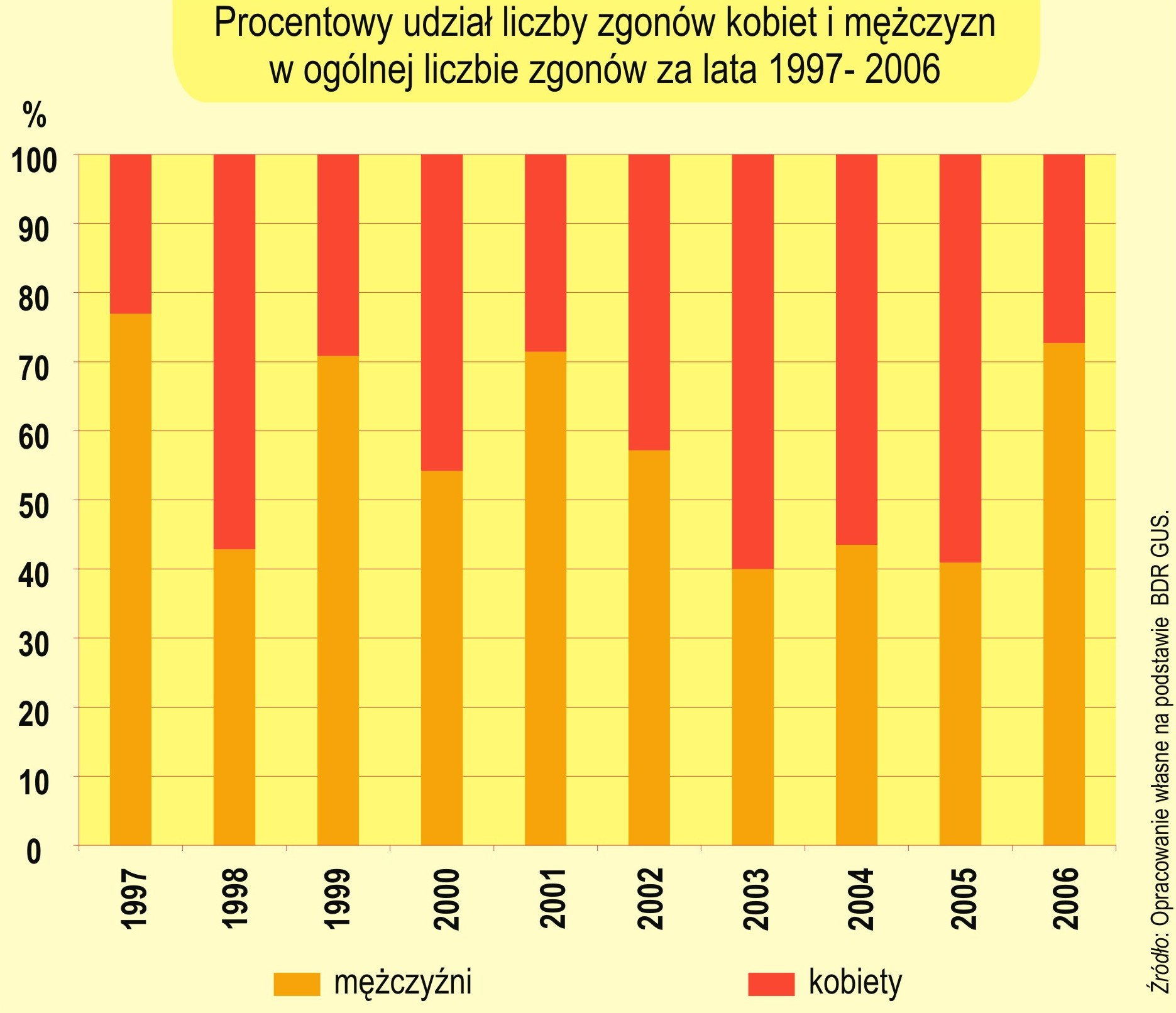
Zgony

W 1997 r. zanotowano 25 urodzeń żywych, a więc współczynnik rodności wynosił 12,4‰. Największą liczbę urodzeń odnotowano w 2000 r., bo aż 31 urodzeń – 15,7 urodzeń na 1000 mieszkańców, najmniejsza natomiast w 2006 r. (11 urodzeń, 5,2‰). Warto w tym miejscu zwrócić uwagę na współczynnik płodności, który obrazuje nam natężenie urodzeń w badanej populacji kobiet będących w wieku rozrodczym. Największą wartość osiąga w 2000 r. – 61,3‰, a najmniejszą w 2006 r. – 19,9‰ Współczynnik zgonów w ciągu 10 lat falował. Najmniejszą wartość osiągną na początku badanego okresu, a więc w 1997 r. – 6,5 osoby na 1000 mieszkańców, a największą w 2000 roku – 11,7‰. Natomiast badając procentowy udział liczby zgonów kobiet i mężczyzn w ogólnej liczbie zgonów można stwierdzić, iż większą średnią śmiertelnością za lata 1997–2006 odznaczają się mężczyźni 57%.
Warto również zaznaczyć, że zgony niemowląt miały miejsce w 1999 r. (współczynnik zgonów niemowląt – 40‰) i w 2005 r. (50‰).
Niestety przyrost naturalny wykazuje trend spadkowy, jeszcze w 1997 roku wynosił niespełna 6 osób na 1000 mieszkańców w 2001 roku zmalał do niespełna 0,5‰, by osiągnąć w 2006 roku –5‰. Ważnym wskaźnikiem jest współczynnik dynamiki demograficznej który wyraża stosunek liczby urodzeń do liczby zgonów. Ten współczynnik przez 7 lat od 1997 r. przyjmował wartości powyżej 1 (od 1,04 do 1,92 – liczba urodzeń nie tylko kompensuje liczbę zgonów, ale daje pewna nadwyżkę), natomiast w 2004 roku spadł do 0,52 i do roku 2006 utrzymał się na podobnym poziomie (liczba urodzeń nie kompensuje liczby zgonów).

## Migracje ludności
Wielkość napływu migracyjnego w 2006 r. wynosiła 34 osoby, natomiast współczynnik napływu przyjmował wartości 16,1‰. W stosunku do roku 1997 wartości te uległy znacznemu zwiększeniu, gdyż wcześniej liczba przybyłych migrantów wynosiła zaledwie 9 osób, a współczynnik napływu równy był 4,46‰. Fala odpływu migracyjnego była mniejsza od fali napływu, niemniej jednak rosła wraz ze wzrostem tego współczynnika. W 1997 wynosiła 7 osób (3,47‰), 2001 – 15 (7,27‰), a w 2006 już 25 osób (11,9‰). Saldo migracji przeważnie było dodatnie, największą wartość 8,79‰ osiągnęło w 2000 r., natomiast w 1999 roku przyjęło największą wartość ujemną –6,79‰ Warto zaznaczyć, że w ciągu całej dekady wśród migrantów przeważały kobiety – one odznaczały się większą mobilnością migracyjną. Wyjazdy za granice miały charakter incydentalny, największa liczba emigrantów opuściła Świątniki w 2006 r. – 6 osób (ok. 2,9‰).

## Wnioski
W Świątnikach Górnych obserwujemy w dalszym ciągu wzrost liczby ludności. Co prawda ten przyrost nie jest tak dynamiczny jak pod koniec XX w., bowiem zjawisko ujemnego przyrostu naturalnego które wystąpiło od 2004r obniżyło w dużym stopniu wartość przyrostu rzeczywistego. Niemniej jednak na wartość przyrost rzeczywistego ma również wpływ saldo migracji które przez całą niemal dekadę było dodatnie.
Zauważyć można również iż społeczeństwo Świątnik starzeje się, kobiety są lepiej wykształcone od mężczyzn, a głównym źródłem utrzymania jest praca najemna bądź praca na własny rachunek.